# Vysoká (okres Sabinov)
Vysoká (Hongaars: Magas) is een Slowaakse gemeente in de regio Prešov, en maakt deel uit van het district Sabinov.
Vysoká telt 139 inwoners.
In de volkstelling van 2021 identificeerden 120 van de 121 inwoners zichzelf als katholiek, waarmee Vysoká - met 99,17% - het hoogste percentage katholieken in Slowakije heeft.

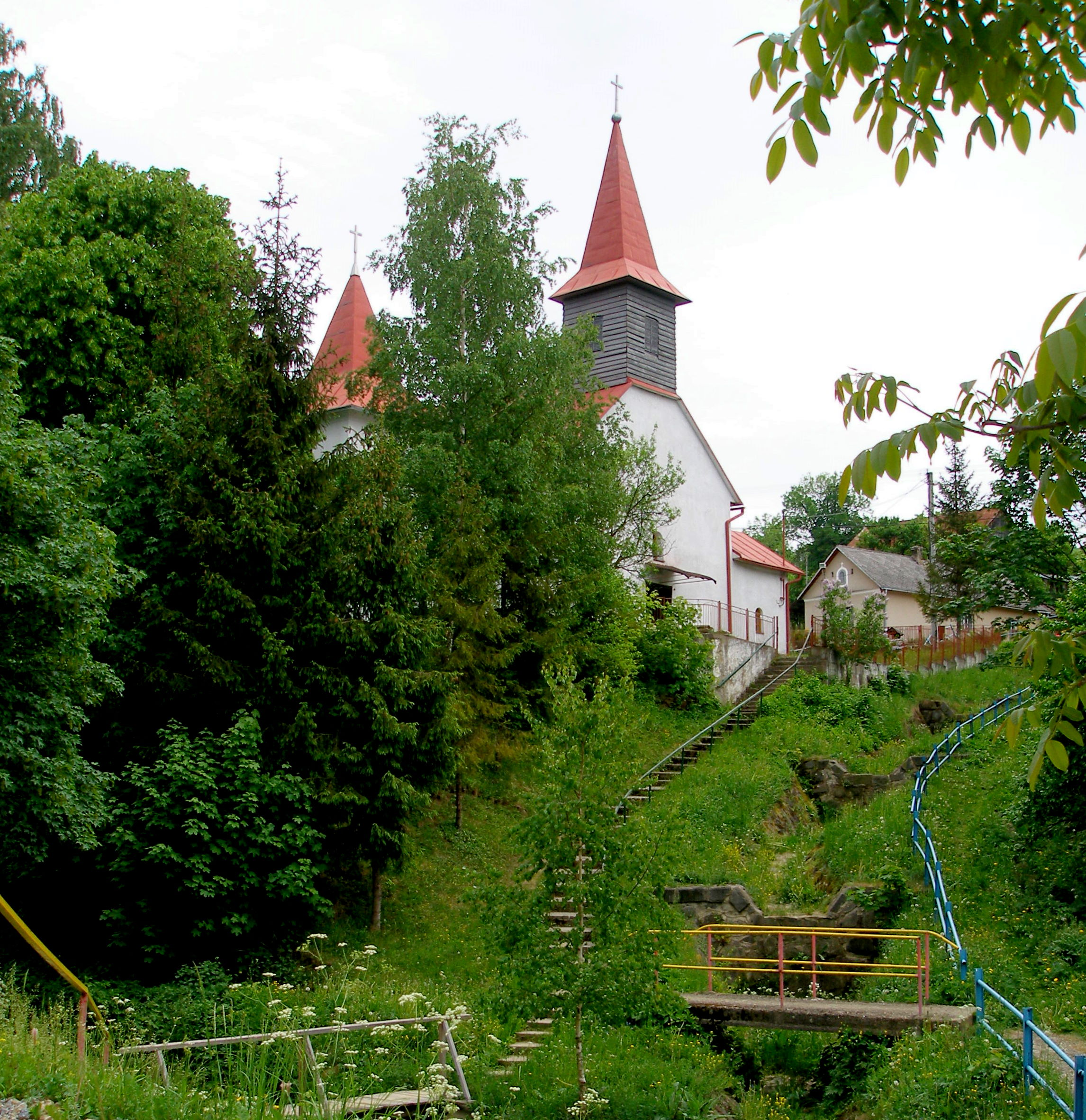
Vysoká